# Leubald

Leubald est une tragédie en cinq actes de Richard Wagner, écrite de 1827 à 1828 et qui porte la référence WWV 1 dans le catalogue de ses œuvres. Bien que Wagner ait indiqué que c'était pour composer Leubald qu'il s'était intéressé pour la première fois à la musique, il n'a rien composé pour en faire un opéra.

## Histoire

### Écriture
Wagner écrit : « J'avais onze ans à cette époque. Alors je voulus être poète ; j'esquissai des tragédies sur le modèle des Grecs, poussé par la connaissance des tragédies d'Apel : Polydos, les Étoliens, etc. ; cela me fit passer à l'école pour un bon élève in litteris ; en troisième j'avais déjà traduit les douze premiers livres de l’Odyssée. J'appris aussi l'anglais, dans le seul but de pouvoir bien connaître Shakespeare ; je traduisis métriquement le monologue de Roméo.
J'abandonnai bientôt l'anglais, mais Shakespeare resta mon prototype ; j'esquissai une grande tragédie, qui réunissait à peu près Hamlet et Le Roi Lear ; le plan était extraordinairement grandiose ; quarante-deux personnes mouraient dans le cours de la pièce, et je me vis dans la nécessité, au dénouement, d'en faire revenir sous forme de fantômes, car tous mes personnages étaient morts avant le dernier acte. Cette pièce m'occupa deux ans. »

### Manuscrit
Wagner croyait que son manuscrit avait été perdu. En réalité, on apprit en 1891 que c'était sa femme Minna qui l'avait dans ses papiers. En 1978, les Archives nationales de la Fondation Wagner à Bayreuth l'acquirent dans une vente aux enchères. On put constater des points de divergence avec les souvenirs de Wagner :
- le titre est bien Leubald et non Leubald et Adelaïde, ainsi que la plupart des auteurs l'écrivaient, suivant en cela Wagner lui-même ;
- il y a 30 personnages ;
- 18 personnages meurent au cours de la pièce, et non 42.

### Édition
- En 1988, une édition critique a été publiée dans le programme 1988 des Maîtres chanteurs de Nuremberg.
- En 1989, une traduction en français a été proposée par Philippe Godefroid (voir section #Sources).

## Argument
Wagner écrit : 
« J'avais donc griffonné ainsi un drame à la charpente duquel avaient surtout contribué Shakespeare avec Hamlet et Le Roi Lear, et Gœthe avec Goetz de Berlichingen. L'action était au fond celle d’Hamlet, avec cette variante que mon héros devenait finalement la proie de la folie. L'apparition du spectre vengeur de son père dans des circonstances analogues à celles du drame de Shakespeare provoquait chez mon héros un tel bouleversement, qu'il commettait une série de meurtres à la suite desquels son esprit se troublait. Leubald, dont le caractère était un mélange d’Hamlet et de Percy (Hotspur), avait juré au spectre de son père de purger la terre de toute la race des Roderich (c'était le nom du scélérat qui avait assassiné le meilleur des pères). Donc, après avoir exterminé ce Roderich, ainsi que ses fils et toute sa parenté, Leubald n'aurait plus aspiré qu'à mourir et à rejoindre l'ombre paternelle, s'il n'avait appris qu'un dernier rejeton de Roderich vivait encore. Ce rejeton, c'était la fille du malfaiteur. Pendant qu'on assaillait son château, elle avait été enlevée et sauvée par un prétendant qu'elle abhorrait, malgré sa fidélité. [...]
Adélaïde avait été enlevée à son sauveur détesté par un brigand qui l'avait cachée dans un château fort. Ayant, au préalable, occis le prétendant et toute sa famille, Leubald s'élance à l'attaque du repaire de brigands moins pour se venger que pour mourir. Aussi regrette-t-il de ne pouvoir monter tout de suite à l'assaut du château, trop bien gardé. La nuit étant venue, il est forcé de dresser sa tente, et, pour la première fois, sa rage frénétique aurait fait place à la lassitude, si le spectre du père n'était venu, comme dans Hamlet, lui rappeler son serment de vengeance. Cependant, une surprise le fait tomber aux mains de l'ennemi. On l'enferme dans les souterrains du château, et c'est là qu'il rencontre enfin la fille de Roderich, également prisonnière. Elle lui fait l'impression d'une apparition céleste ; ils s'aiment et, ayant réussi à s'évader par ruse, ils s'enfuient dans une contrée sauvage. Là seulement, ils s'aperçoivent qu'ils sont ennemis mortels. À partir de cet instant, le germe de la folie que porte Leubald en lui se manifeste et grandit ; l'esprit du père, qui sans cesse s'interpose entre les deux amants, contribue puissamment à développer la démence du fils. Et cet esprit n'est pas le seul qui trouble les amours des deux infortunés : le spectre de Roderich apparaît aussi et, d'après la méthode de Shakespeare dans Richard III, avec lui, le spectre de tous les membres de la famille tués par Leubald. Afin de se soustraire aux incessantes importunités de ces revenants, Leubald a recours à la magie d'un misérable traître nommé Flamming. Une des sorcières de Macbeth est appelée pour bannir les esprits, mais elle ne réussit pas à les chasser, et Leubald furieux, l'abat comme les autres. En expirant, la sorcière excite contre lui toute la meute des démons qui lui obéissent. Persécuté, fou de terreur, Leubald se tourne contre sa bien-aimée, qu'il croit être cause de tout le mal. Dans le paroxysme de sa rage, il lui plonge un poignard dans le cœur ; puis calmé subitement, il tombe, la tête sur les genoux d'Adélaïde, et reçoit, en expirant, la dernière caresse de son amante, dont le sang ruisselle sur lui. »

## Sources
- Richard Wagner, Les Opéras imaginaires, traduction et analyses de Philippe Godefroid, avant-propos d'Alain Satgé, Librairie Séguier, 1987,  (ISBN 2-87736-008-3)
- Richard Wagner, Ma Vie, traduction de N. Valentin et A. Schenk, I 1813-1842, Plon, 1911.